# آرثر نيكولز
آرثر نيكولز هو سياسي أسترالي، (و. 1858  م). انتخب عضو الجمعية التشريعية  في فيكتوريا ‏.